# Football's Next Star
Football's Next Star (lit. em português: A Próxima Estrela do Futebol) é um programa de televisão britânico exibido pelo canal Sky1 entre 3 de janeiro de 2010 até 14 de fevereiro de 2010. A versão original obteve grande sucesso exibindo sete episódios. No Brasil, o programa tem estreia prevista para 24 de março de 2013 e será exibido pelo SBT em parceria com a FremantleMedia, e irá se chamar Menino de Ouro.

## Sinopse
São escolhidos 10 jogadores de futebol que são julgados por uma bancada de jurados e um ex-jogador. O vencedor ganha ganha um contrato com o Inter Milan da Itália.

## Primeira temporada

### Elenco
- Jamie Redknapp (Conselheiro)
- Marco Monti e Paolo Migliavacca (Treinadores)

### Jogadores
- Nathan Simpson
- Jordan Fincher
- Gavin Colton
- Reece McGillion
- Anthony O'Connor
- Craig Walsh (Terceiro lugar)
- Dominic Matcham
- Ben Greenhalgh (Vencedor)
- Connor Smith (Segundo lugar)
- Hicham Abdellah